# Ojá
Ojá (en ruso: Оха; en nivj: Т’оӽ) es una ciudad en Rusia, centro administrativo del distrito municipal Ojinski en el óblast de Sajalín. La ciudad está situada en el norte de la isla de Sajalín.
La extracción del petróleo es la principal actividad económica de Ojá.

## Historia
El poblado Ojé (Охэ), posteriormente Ojá, fue fundado al lado de un yacimiento petrolífero en 1880. Entre 1920 y 1925 fue ocupado por Japón.
En 1938 Ojá obtúvo el título de ciudad.

## Transporte
Hasta finales de diciembre de 2006 la ciudad se conectaba con el asentamiento de tipo urbano Nógliki por un ferrocarril de vía estrecha (750 mm).
Ojá posee un aeropuerto. Se realizan vuelos a Jabárovsk, Yuzhno-Sajalinsk, Nógliki.

## Perspectivas económicas
En la ciudad surgen multitud de proyectos relacionados con la extracción de hidrocarburos en la plataforma continental de Sajalín. El crecimiento de las inversiones entre 2001 y 2005 fue de 45%.